# Öd (Isen)
Öd ist ein Gemeindeteil des Marktes Isen im oberbayerischen Landkreis Erding. 

## Lage
Der Weiler Öd liegt 1,75 Kilometer südöstlich des Marktplatzes von Isen in der Gemarkung Westach. Südlich des Weilers bildet der Ambach zusammen mit dem Thonbach den Schinderbach. Nach dem Hochwasserschutzkonzept vom März 2021 ist westlich des Weilers entlang des Schinderbachs ein mittelhohes Überschwemmungsgebiet ausgewiesen, von dem die höhergelegenen Gebäude allerdings nicht betroffen sind.

## Bevölkerungsentwicklung
Öd wurde 1537 erstmals erwähnt und bestand im Jahr 1739 aus 1 Anwesen. Der Ort gehörte ursprünglich zur Obmannschaft Göttenbach in der freisingischen Herrschaft Burgrain.
Um 1871 gab es in Öd sechs Einwohner. Im Mai 1987 lebten dort sechs Einwohner in fünf Wohngebäuden, von denen eines in zwei Wohnungen unterteilt war.
| Jahr      | 1871 | 1925 | 1950 | 1970 | 1987 |
| Einwohner | 6    | 5    | 7    | 19   | 16   |